# Francisco Serrano (poeta)

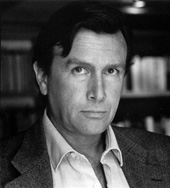
Francisco Serrano

Francisco Serrano (Ciudad de México, 27 de junio de 1949) es un escritor y poeta mexicano, entre sus múltiples publicaciones también se encuentran libretos operísticos y libros realizados en colaboración con pintores. Durante más de 10 años colaboró en diferentes áreas relacionadas con la cultura dentro del gobierno de México.

## Biografía
Serrano realizó sus primeros estudios en el Colegio Madrid de su ciudad natal. Más tarde cursó estudios de Ciencias Políticas y Realización cinematográfica en la Universidad Nacional Autónoma de México y de Literatura francesa en la Universidad de la Sorbona en París. Fue becario de poesía del Centro Mexicano de Escritores y del Sistema Nacional de Creadores de Arte.
Durante varios años trabajó en la administración pública cultural de su país. Fue director de Relaciones Internacionales del Instituto Nacional de Bellas Artes y coordinador de asesores en la Subsecretaría de Cooperación Internacional de la Secretaría de Relaciones Exteriores, el Consejo Nacional para la Cultura y las Artes y el Instituto Nacional de Antropología e Historia. Durante varios años dirigió la revista México en el Arte, sus colaboraciones se han publicado en otros medios como la revista Casa del Tiempo; los periódicos El Nacional, La Jornada Semanal y El Universal; la Revista de Bellas Artes y la Revista Universidad de México, entre otros.
En 1971 apareció su primer libro, Canciones egipcias. Discípulo de Octavio Paz, Serrano experimentó con la utilización de procesos aleatorios en la composición poética. En 1980, participó con el pintor Arnaldo Coen y el compositor Mario Lavista en la creación de Mutaciones, Jaula, In/cubaciones, obra que conjunta el diseño, la música y la poesía y que fue concebida como un homenaje al compositor estadounidense John Cage. En 1982, Serrano publicó Libro de hexaedros, conjunto de 64 poemas que reinterpretan y sintetizan las imágenes y los procesos descritos por los hexagramas del I Ching, y que sirvió de base a la creación de la pieza de poesía estocástica El cubo de los cambios, realizada en colaboración con el mismo Arnaldo Coen.
Ha incursionado también en la poesía visual y en el teatro. Es autor de los poemas dramáticos La rosa de Ariadna, utilizado como libreto de la ópera homónima por el compositor italiano Gualtiero Dazzi, estrenada en el festival Musica de Estrasburgo, Francia, en 1995, y En susurros los muertos, obra de teatro-musical, también con G. Dazzi, presentada en el festival Música y Escena en México en 2005.
Es coautor de varios libros de artista con los pintores mexicanos Manuel Felguérez, Vicente Rojo, Gabriel Macotela y Roberto Cortázar. Ha publicado trece títulos de poesía, entre ellos No es sino el azar (1984), Confianza en la materia (1997), Música de la lengua (1999), Aquí es ninguna parte (2000), Prosa del Popocatépetl (2005) y Cuenta de mis muertos (2006). Sus poemas han sido traducidos al inglés, francés, portugués, italiano, alemán, flamenco, sueco y japonés. Es autor de varias antologías de poesía mexicana y latinoamericana y de algunos libros para niños. Ha vertido al español poesía de los trovadores provenzales, las Carmina Burana, el Libro de Job y diversas obras de poetas ingleses y franceses principalmente. Reunió estas traducciones en el volumen titulado Movimiento de traslación. Vive y trabaja en la Ciudad de México.

## Obra

### Poesía
• Canciones egipcias (1979)
• Poema del fino amor (1981)
• Libro de hexaedros (1982)
• No es sino el azar (1984)
• Alicuanta (1984)
• La rosa de Ariadna (1992)
• Música de la lengua (1999)
• Confianza en la materia (1997)
• Aquí es ninguna parte (2000)
• Al raso (2000)
• Poemas (1969-2000) (2003)
• Prosa del Popocatépetl (2006)
• Cuenta de mis muertos (2006)

### Libros con pintores
• Mutaciones, Jaula, Incubaciones, con Arnaldo Coen y Mario Lavista (1980-81)
• El cubo de los cambios, con Arnaldo Coen (1982)
• Ciudad Rota, con Gabriel Macotela (1986)
• Casas en el aire, con Gabriel Macotela (1991)
• Autobiografía de la creación, con Manuel Felguérez (1992)
• mutaciones transmutaciones in/cubaciones, con Arnaldo Coen (1992)
• Tierra volando, con Gabriel Macotela (1992)
• Ángeles cardinales, con Roberto Cortázar (1993)
• Prosa del Popocatépetl, con Vicente Rojo (2003)

### Libretos de ópera
• La rosa de Ariadna (1995)
• Orpheus in Underland (1996)
• Anhelo de amor (1997)
• En susurros los muertos (1998)
• Sol de movimiento (1999)

### Libros para niños y jóvenes
• La luciérnaga, antología para niños de la poesía mexicana (1983)
• Los vampiritos y el profesor (1986)
• La loquita frente al mar (1991)
• Esplendor de la América Antigua (1992)
• 24 poetas latinoamericanos (1997)
• Lecturas de poesía clásica, t. I (2000)
• Lecturas de poesía clásica, t. II (2001)
• El jardín de los pájaros (2005)
• El rey poeta (2006)

### Antologías
• La rosa de los vientos, antología de la poesía mexicana actual (1992)

### Traducciones
• Carmina Burana (1991)
• Memorias de un esqueleto a la intemperie, viaje del año 1684, de Matsúo Basho (1995)
• La voz humana, de Jean Cocteau (2001)
• El libro de Job (2006)
• Movimiento de traslación (2009)